# Diodor de Tir
Diodor de Tir   (Tir, segle II aC - Atenes, segle II aC) (en llatí Diodorus, en grec antic Διόδωρος) fou un filòsof peripatètic grec deixeble i seguidor de Critolau al que va succeir com a cap de l'escola peripatètica d'Atenes.
Encara era viu i actiu el 110 aC quan Luci Cras durant el seu govern de Macedònia el va visitar a Atenes. Ciceró diu que no era un autèntic peripatètic, perquè una de les seves màximes ètiques deia que el bé més gran era una combinació de la virtut amb l'absència de dolor, i amb això intentava una reconciliació entre els estoics i els epicuris.